# Rheobatrachus silus
La Rana incubadora gástrica del sur (Rheobatrachus silus) es una especie extinta de anfibio anuro de la familia Myobatrachidae. Era el único animal conocido capaz de incubar sus huevos en su estómago, un hecho que conseguía desconectando aparentemente sus enzimas digestivas mediante una sustancia producida por los huevos. Esta rana se extinguió en 2002. Científicos de la Universidad de Nueva Gales del Sur anunciaron en marzo de 2013 que esta especie estaba dentro del «Proyecto Lázaro», que intenta resucitar especies extintas mediante clonación; así, han conseguido clonar algunos embriones, pero no han sobrevivido. A principios de 2020 genetistas de la universidad de Nueva Gales han conseguido embriones fértiles de esta especie que pronto crecerán.

## Hábitat y distribución
Rheobatrachus silus habitó en la región subtropical lluviosa de Australia cuando no se conocía en arroyos en la selva pluvial, bosques esclerófilos húmedos y bosques en galería en alturas entre unos 350 o 400 m a 800 m. Su hábitat ocupaba menos de 1400 km².

## Reproducción
La reproducción de las hembras de Rheobatrachus silus se supone que comenzaba a los dos o tres años de edad. La edad de comienzo de reproducción de los machos no pudo determinarse antes de su extinción. Durante los meses de octubre y diciembre se producía la procreación por ser los meses más cálidos, existiendo la posibilidad de que fueran dependientes de las lluvias. El cortejo de los machos consistía en el croar desde las grietas que se encontraban en las piedras con la finalidad de atraer a las hembras. El croar se describía como "eeeehm.... eeehm" que duraba aproximadamente medio segundo y que se repetía cada seis o siete segundos.
La fertilización era externa y luego de la misma los 40 huevos producidos eran tragados por la hembra siendo el estómago donde se desarrollaban. Los huevos tenían yemas grandes que permitían la alimentación de los embriones durante el desarrollo de los mismos. De los 40 huevos maduros ingeridos solían permanecer 21 o 26 en el estómago de la hembra, se desconoce si era producto de la digestión de algunos huevos o si la hembra solamente ingería parte de los huevos fertilizados. La inhibición de los jugos gástricos estaba dada por hormonas que producían los mismos jóvenes. La hembra dejaba de alimentarse hasta que los jóvenes, ya con una metamorfosis completa, eran eyectados por la boca de la hembra 36 a 43 días luego de haber sido ingeridos los huevos. A los cuatro días del nacimiento de los jóvenes el aparato digestivo de la hembra se encontraba en su estado normal y la misma volvía a alimentarse. Se supone que las hembras solamente gestarían una vez por temporada de cría debido a la duración de la incubación.

## Extinción
No se puede decir con certeza cuáles fueron las causas de su desaparición. Hay indicios de que la enfermedad quitridiomicosis causó un gran número de muertes entre la población de Rheobatrachus silus en el norte de Queensland en Australia. La última mención de la observación de un espécimen en naturaleza data de 1981, y en 1993 y 1999 se afirmó en dos publicaciones que desde 1981 no se ha observado ningún espécimen en naturaleza. En 1983 supuestamente murió el último ejemplar en cautividad. La especie fue declarada extinta en 2002.